# 도다이지

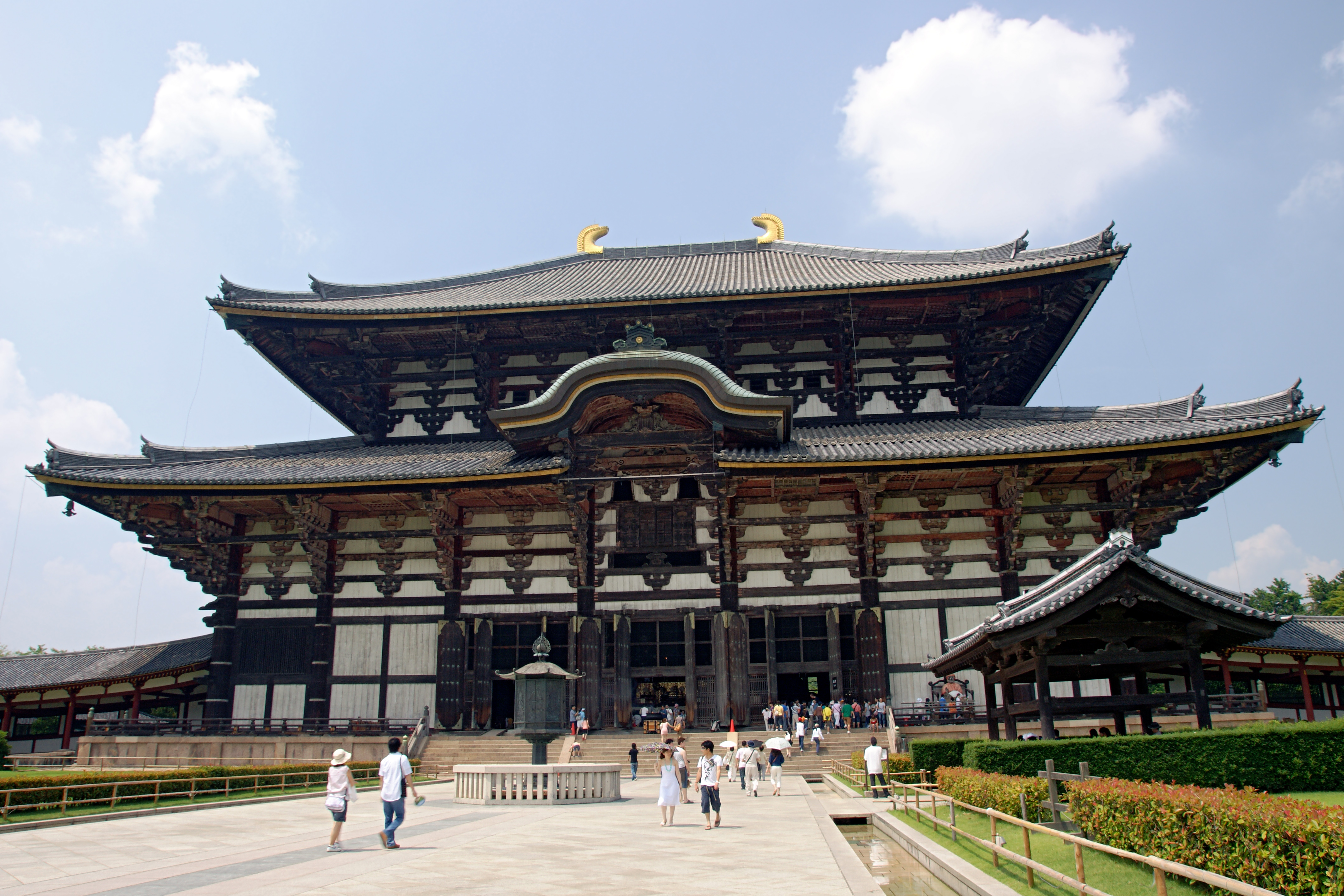
대불전

도다이지(일본어: 東大寺)는 일본 나라현 나라시에 위치한 불교 사찰이다. 일본에서 한때 가장 역사가 깊고 강력했던 절들인 남도 7대사의 일원이다. 도다이지의 대불전(大佛殿)은 세계에서 가장 큰 목조 건물로 그 안에는 세계에서 가장 큰 비로자나불(毘盧遮那佛)의 청동 대불이 있다. 나라 시대(8세기)에 쇼무 천황이 창건한 절로 현재는 일본 화엄종의 대본산이다. 공식적으로는 광명사천왕호국지사(金光明四天王護國之寺)라고 한다.
나라 시대에는 중심당우의 대불전 외에 동서 2개의 7층탑(추정 높이 약 70m 이상)을 포함한 대가람이 있었지만, 이후 2번의 화재로 양 목탑을 포함한 많은 건물이 소실되었다. 현재의 대불은 여러 차례 수리된 까닭에 대좌(연화좌) 등 일부에만 원래의 모습이 남아있다. 또, 현재의 대불전은 에도 시대 중기인 호에이 6년(1709년)에 축소된 규모로 재건된 것이다. '대불'의 절로 고대부터 현대에 이르기까지 일본 문화에 지대한 영향을 끼쳐온 사찰이며, 쇼무 천황이 당시 일본 60여 개국에 건립시킨 고쿠분지(國分寺)의 중심을 이루는 '소코쿠분지'(總國分寺)로 자리잡았다.
이 대불상과 대불은 이후 고토쿠인 대불, 운고지(雲居寺) 대불, 도후쿠지 대불, 호코지 대불 등 후대의 대불-대불전 양식에 조형, 건축 의장, 구조적인 영향을 주었다. 다만 에도 시대 재건 시에는, 위와는 반대로 동시대에 교토에 존재하고 있던 호코지 대불전을 바탕으로 도다이지 대불전의 설계가 이루어졌다.
에도시대에는 도다이지 대불(약 14.7m), 고토쿠인 대불(약 11.39m), 호코지 대불(약 19m)의 셋을 '일본 3대불'이라 하였다. 나라시의 절, 신사 등을 7개의 다른 유적지와 함께 '고대 나라의 역사기념물'이라는 이름으로 1998년 유네스코 세계유산에 등재되었다.

## 역사

### 기원

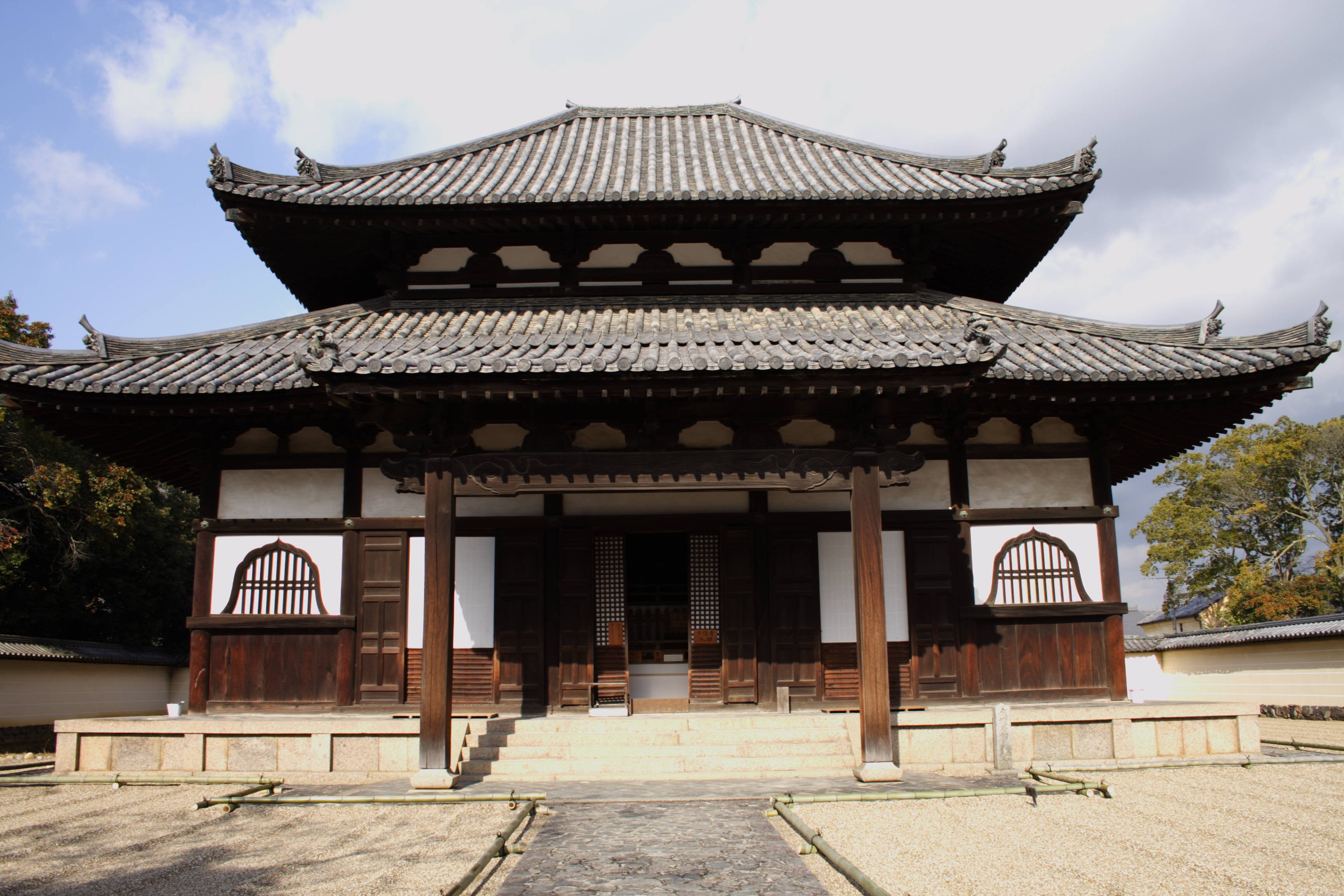
계단원

도다이지 부지에 건물을 놓기 시작한 게 728년에 쇼무 천황이 어린 나이에 죽은 황태자 명복을 빌기 위해 기쇼센지(金鐘山寺)를 세웠던 때로 거슬러 올라간다.
덴표 시대 일본은 거듭되는 재해와 전염병으로 고통받았다. 이러한 일을 겪은 후에, 쇼무 천황은 부처 힘으로 국난을 타개하기 위하여 전국 곳곳에 고쿠분지(国分寺) 건설을 장려하는 칙령을 내렸다. 도다이지(이때는 여전히 기쇼센지)는 야마토국의 고쿠분지로 지정했고 일본의 모든 고쿠분지를 총괄하는 사원이 되었다. 하지만 729년 나가야 왕의 정변과 735~737년 천연두 창궐, 연이은 흉작과 740년 후지와라노 히로쓰구의 반란으로 일본은 곧 혼란한 상황에 빠졌고, 이로 말미암아 쇼무 천황은 수도를 네 번이나 옮겼고, 당시 불안정한 상황을 잘 나타낸다.

### 초기 일본 불교에서의 역할
전설에 의하면, 한 일본의 승려가 이세 신궁을 찾아가, 그 곳의 제관에게 신토와 불교가 서로 양립할 수 있다는 대답을 듣기 위하여 7일 밤낮을 하루도 빠짐없이 불경을 외우며 앉아있었다고 한다.
나라 시대에 율령 체제 하에 불교는 국가에 의해 소고(僧綱-불교 승려들을 관리하기 위해 두어진 승관직)로 체계화되었다. 이 무렵 도다이지는 난토 6종(법상종, 화엄종, 성실종, 삼륜종, 율종, 구사종)의 고쿠분지들을 위한 총괄 지도자격인 사원 역할을 했다. 나라 시대에 도다이지는 "6종 겸학의 절"로 여겨져 대불전 내에는 각 종파의 경론을 넣어둔 "6종 주자"가 있었다. '6종 주자'는 일종의 도서관과 같은 것으로, 이 곳에서 부처를 모실 뿐만 아니라 교리에 관한 토론을 하거나, 서적들을 보관하는 역할들을 하였다.

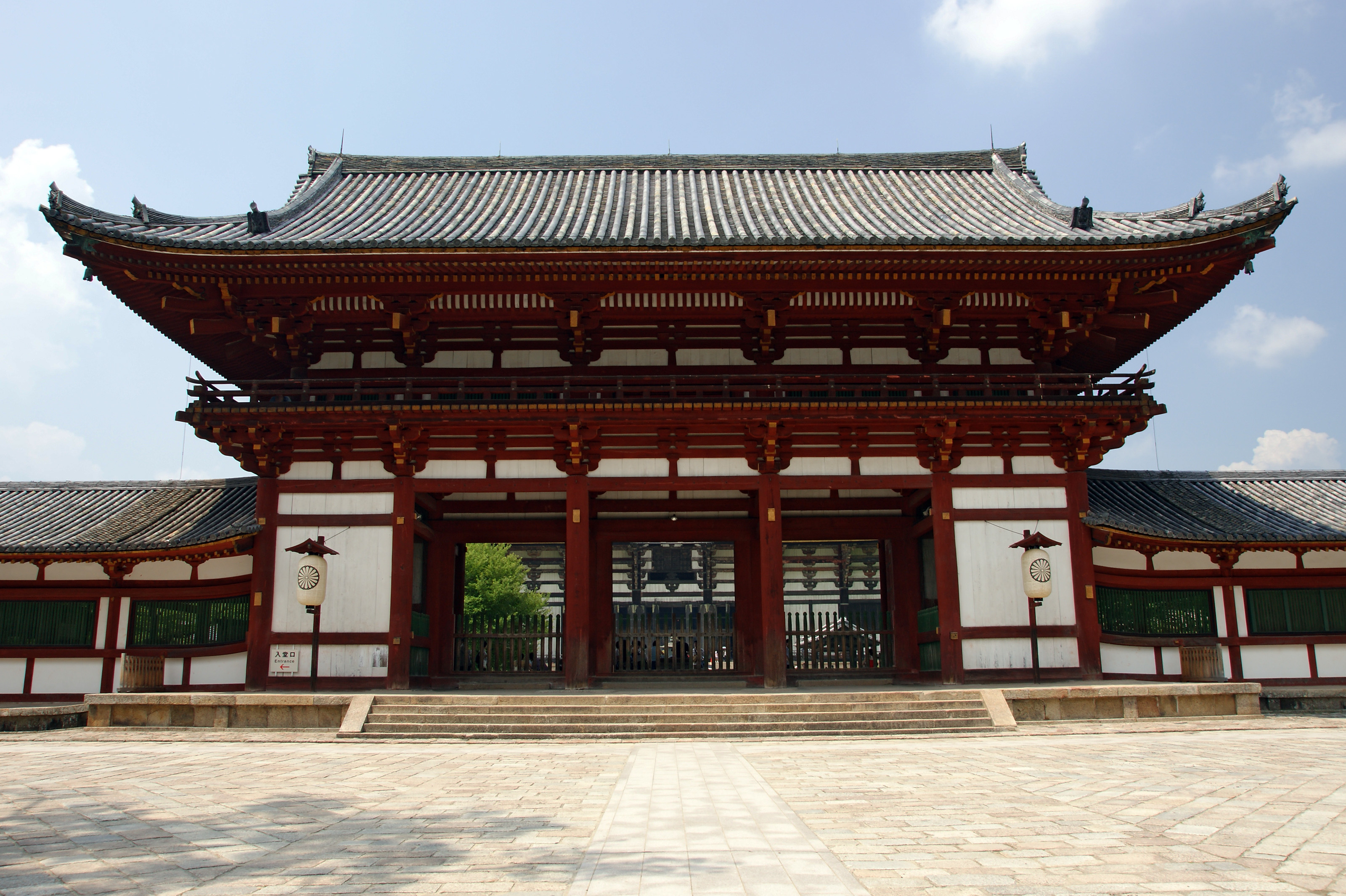
중문

일본 불교는 이 기간에 여전히 율의 계통을 유지하고 있었고, 정부에 의해 공식적으로 인정받은 모든 승려들은 도다이지에서 율 하에 수계를 받아야했다. 중국에서 일본으로 건너온 승려인 감진은 754년에 도다이지에서 고켄 천황과 쇼무 천황을 포함한 황족들이 보살계를 받을 수 있게 하였고 일본 불교에 수계 제도를 정착시켰다. 이후 구카이, 사이초 등의 불교 승려들도 이곳에서 수계를 받았다.

### 쇠퇴
일본 불교의 중심은 나라에서 히에이 산과 천태종으로 이동했고 일본의 권력의 중심이 가마쿠라로 이동하면서 도다이지의 권위 또한 쇠퇴하기 시작했다. 몇 세대 후에 도다이지를 다시 부활시키기 위한 노력에도 불구하고, 율의 계통 또한 소멸하게 되었고 더 이상 도다이지에서 수례식이 행해지지 않게 되었다.

## 건축

### 처음 모습

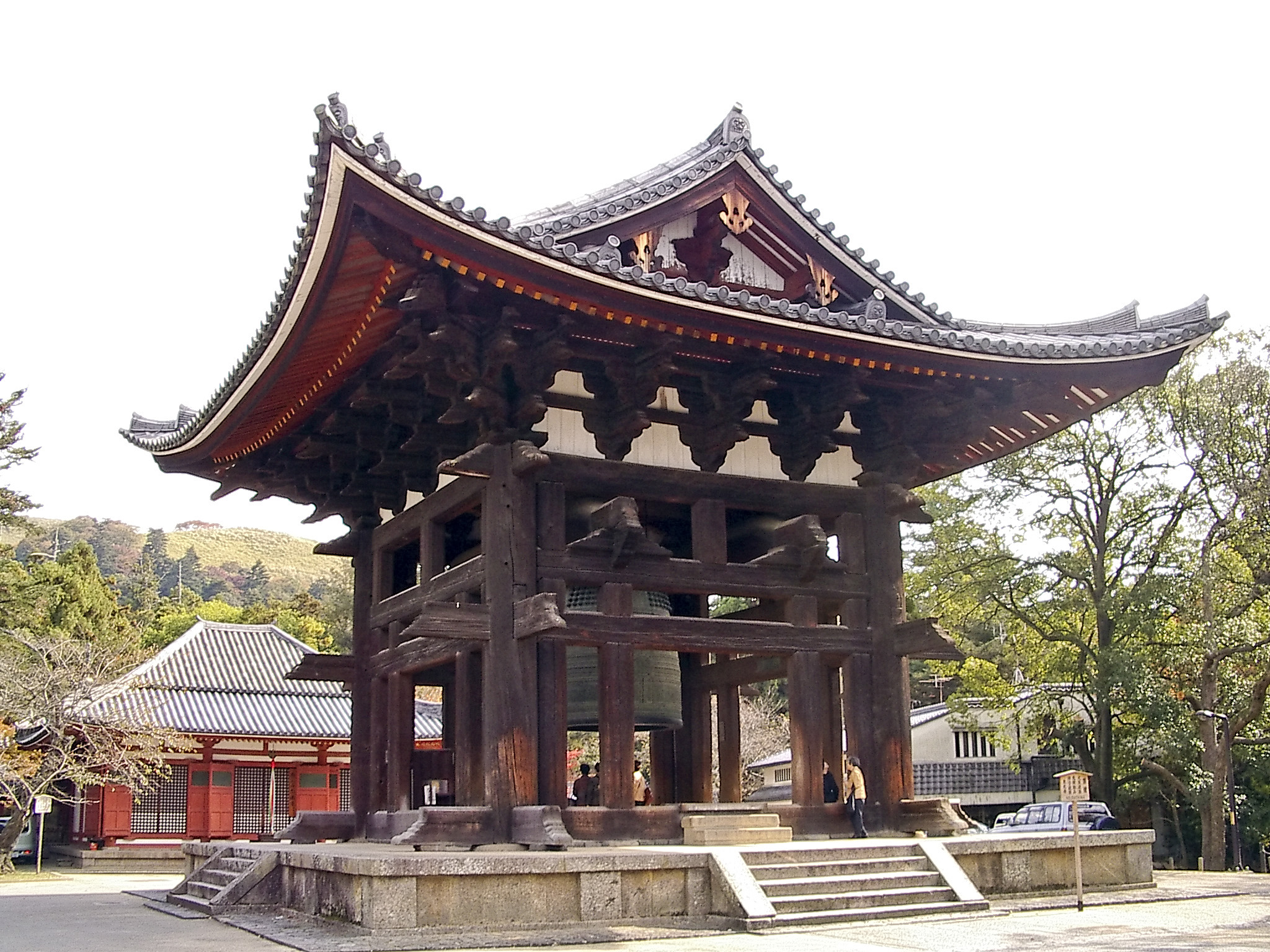
종루

743년에 쇼무 천황은 일본 곳곳에 새로운 사원을 설립하라는 칙령을 반포했다. 이것은 부처의 힘을 빌려 국가를 재앙으로부터 보호하기 위한 것이었다. 이에 승려 교키는 일본 곳곳을 돌아다니면서 기부를 요청했다. 도다이지 기록에 따르면, 도다이지 불상과 대불전을 건설하는데 260만 명 이상이 쌀, 나무, 금속, 혹은 노동력 등을 공양하며 도움을 주었다고 한다. 또한 35만 명이 넘는 인력을 불상 만드는 데 투입했다는 기록이 있다. 16m 높이 불상은 3년 넘게 8번 주조를 통해 만들었고, 머리와 목은 별도로 주조해서 나중에 하나로 합쳤다. 불상 제작은 시가라키라는 마을에서 처음 시작했는데, 몇 번 화재와 지진으로 말미암아 잠시 제작을 중단했다가 745년에 나라에서 다시 작업을 재개하여 751년에 마침내 완성했다. 1년 후인 752년에 불상의 완성을 기념하는 의식에 1만 명에 달하는 승려와 4천 명에 달하는 무희가 참석하였다고 한다. 당시 인도에서 건너온 한 승려가 직접 이 의식을 담당했다고 한다. 당시 일본 정부가 이 불상을 만들기 위해 일본 전역에 있던 청동을 모두 끌어모아 써버렸기 때문에, 일본 경제는 파탄 직전까지 갔었다고 한다. 참고로 이 불상에 쓴 금은 모두 수입해 온 것이다. 48개에 달하는 옻칠한 계피나무 기둥을 대불전 기와지붕 떠받치는데 사용했다고 한다.

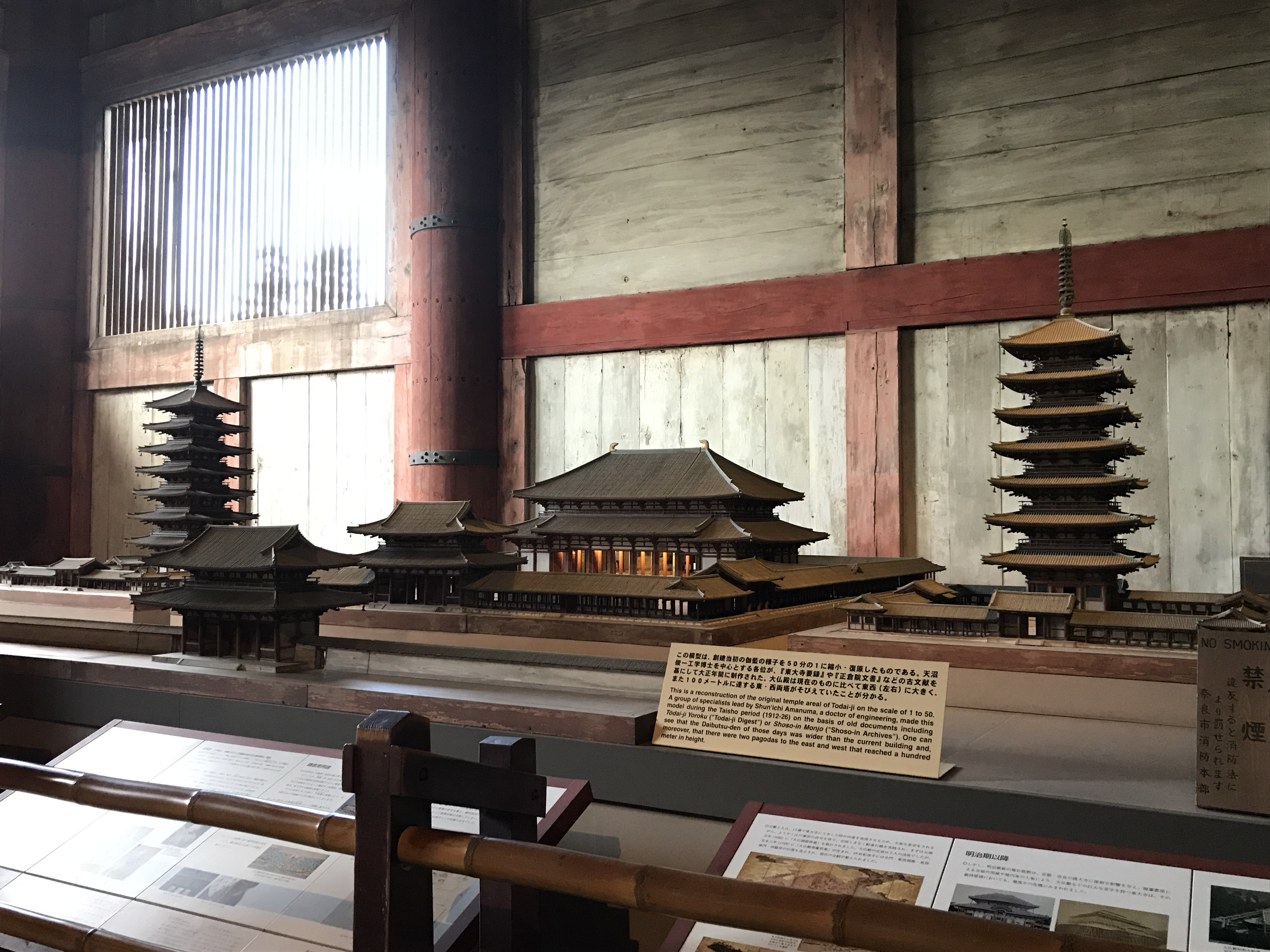
도다이지의 초기 모습

도다이지 초기 모습을 그린 기록은 그 수가 극히 적지만, 몇몇이 지금까지 남아있어 도다이지 옛 모습을 추측할 수 있게 한다. 초기에는 있었지만 지금은 없는 건축물은 2개 불탑, 도서관, 강의실, 승려 거주 건물들이 있다. 도다이지는 단순히 부처를 모시고 기도를 올리는 공간이 아니었고, 고등 교육 기관 역할도 동시에 수행했기에 이와 같은 건물들이 있었던 것이다. 현재 우리가 도다이지 원래 모습을 추측할 수 있는 게 모두 이 곳에 살았던 승려가 남긴 자료와 편지, 기록에서 나온 것이다.
원래 사원에는 100m가 넘는 두 개 불탑이 있었는데, 이는 당시 일본에서 가장 높은 건축물이었다. 이 두 탑은 각각 대불전 동쪽과 서쪽에 하나씩 있었던 것으로 추정한다. 이 탑은 4개 문이 있는 담장으로 둘러싸여 있었는데, 안타깝게도 모두 지진으로 파괴되어 찾아 볼 수 없다. 쇼소인은 도다이지 창고로 현재 덴표 시대 많은 미술 공예품을 소장하고 있다.

### 나라 시대 이후의 재건
대불전은 화재 이후 두 번 재건했다. 현재 건물은 1709년에 완공했으며 그 크기만 해도 길이 57m, 너비 50m에 달하지만, 원래 세웠던 대불전 건물에 비해 사실상 30% 더 작게 만들었다. 이 대불전은 1998년까지 세계에서 가장 거대한 목조 건물이었고, 도다이지 대불전 모습은 나중에 일본 건축계에도 많은 영향을 끼쳤다. 대불은 지진을 포함한 다양한 이유로 파괴되어 몇 차례 다시 주조했다. 현재 불상 손 부분은 아즈치모모야마 시대(1568~1615)에 만들었고, 그 머리 부분은 에도 시대(1615~1867)에 만들었다.
도다이지 남대문(南大門)은 헤이안 시대에 태풍으로 파괴된 후 12세기 말에 다이부쓰요 양식으로 재건했다. 다이부쓰요 양식은 12세기 후반에서 13세기 초반에 유행한 일본식 건축 방법으로, 중국 건축풍에 일본적인 색채를 가미하여 만든 건축방법이다. 남대문에는 8.5m 높이의 두 개 금강역사상을 세웠는데, 불상 조각가 운케이, 가이케이와 작업 인부들이 세웠다. 이 두 금강역사상을 잘 보면 하나는 입을 벌리고 있고 하나는 입을 굳게 다물고 있는데, 이는 일본식 전통으로 만들었다. 이 두 상은 1988년부터 1993년까지 조심스럽게 해체해서 복원작업을 거친 뒤 다시 조립했다. 이 두 금강역사상은 이 복원작업이 있기 전까지는 단 한 번도 세운 이후로 그 받침대에서 벗어났던 적 없다고 한다. 이 복원 작업에는 15명에 달하는 교토 문화재 전문가를 투입했다.

### 대불

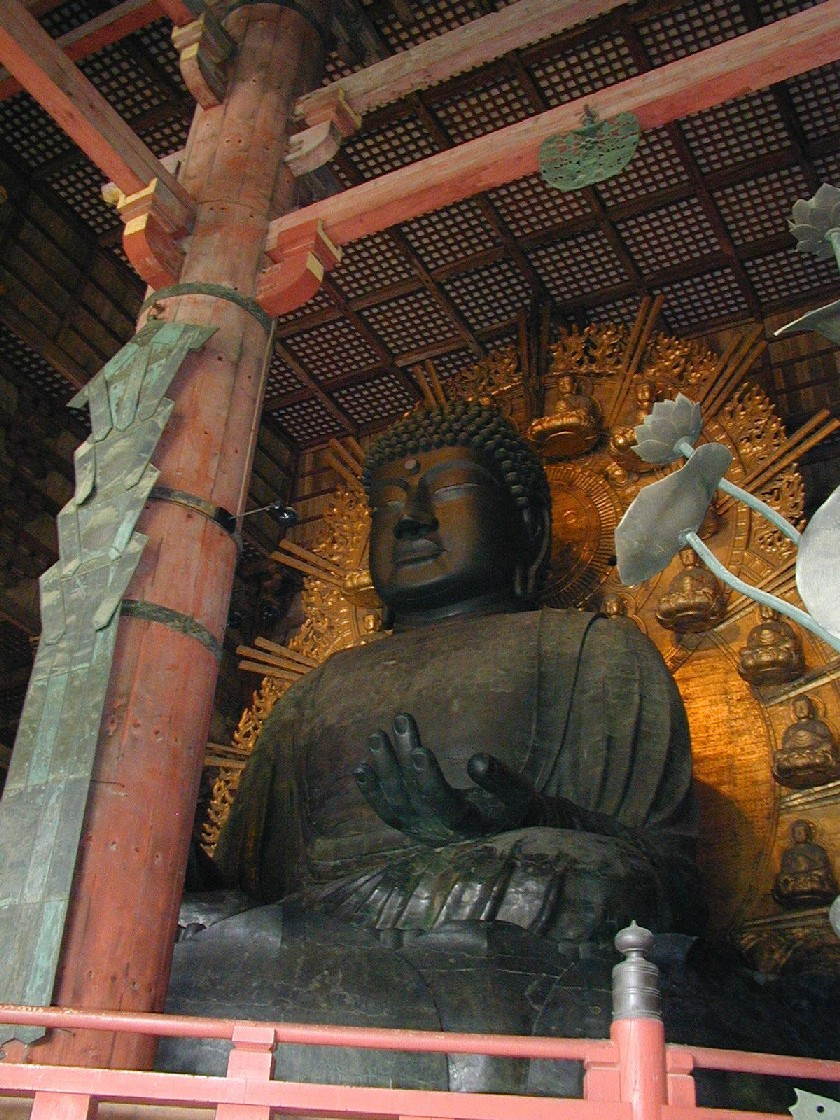
대불

도다이지에서 제시한 대불의 크기는 다음과 같다.
- 키 : 14.98m
- 얼굴 : 5.33m
- 눈 : 1.02m
- 코 : 0.5m
- 귀 : 2.54m

대불의 어깨 길이는 약 28m이고, 머리에는 총 960개에 달하는 꼬인 모양의 머리카락 돌기들이 있다. 뒤에 있는 광배의 지름은 27m이고, 그 옆에 위치한 16개의 각기 다른 광배는 각각 2.4m이다.
최근 실시한 조사에 의하면, 대불상의 무릎 부분에서 사람 이빨, 진주, 거울, 칼, 보석들이 감지되었다고 한다. 학계에서는 이를 쇼무 천황의 유물로 추정하고 있다.
대불의 무게는 약 500t이다.

## 절 경내와 정원
도다이지의 다양한 건물들은 정원 설계의 전체적인 미적인 의도에 따라 배치되었다. 인접한 정원은 오늘날 도다이지의 일부로 여겨진다.
이들 구조물의 일부는 현재 대중들에게 개방되어 있다.
세월이 흐르면서 건물과 정원은 독특하고 유기적인 사원 단지의 필수적인 부분으로 발전하였다.

## 도다이지의 일본 국보
| 이름            | 한자            |
| --------------- | --------------- |
| 금당 (대불전)   | 金堂 (大仏殿)   |
| 남대문          | 南大門          |
| 개산당          | 開山堂          |
| 종루            | 鐘楼            |
| 법화당 (삼월당) | 法華堂 (三月堂) |
| 이월당          | 二月堂          |
| 전해문          | 転害門          |

## 주요 역사적 사건
- 728년 : 도다이지의 전신인 긴쇼센지가 모토이 황자의 영혼을 달래기 위해 세워졌다.
- 741년 : 쇼무 천황이 전국에 고쿠분지를 세울 것을 명령했고 긴쇼센지는 야마토국의 고쿠분지로 지정되었다.
- 743년 : 천황은 대불상을 만들 것을 명령했고 초기 작업이 시가라키에서 시작되었다.
- 745년 : 수도가 헤이조쿄로 돌아온 후 대불은 나라에서 다시 만들어지기 시작했다.
- 752년 : 대불이 완성된 것을 기념하는 의식이 행해졌다.
- 855년 : 대불의 머리가 갑자기 바닥으로 떨어졌다. 일본의 신앙심 깊은 사람들이 또다른 것을 만들기 위해 모금하였고 대불은 더욱 잘 고정된 상태로 복원되었다.

## 갤러리

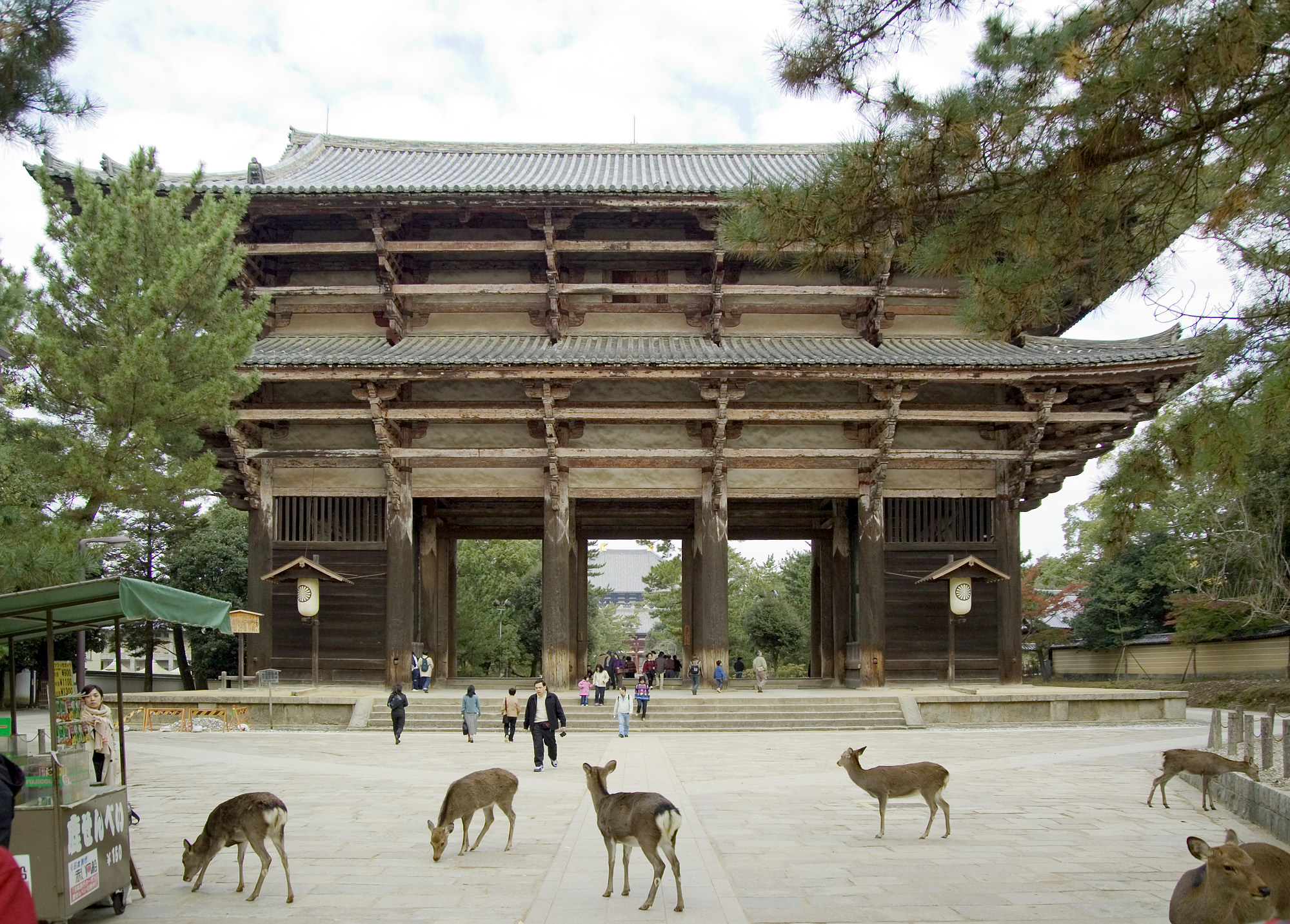
남대문 앞의 꽃사슴
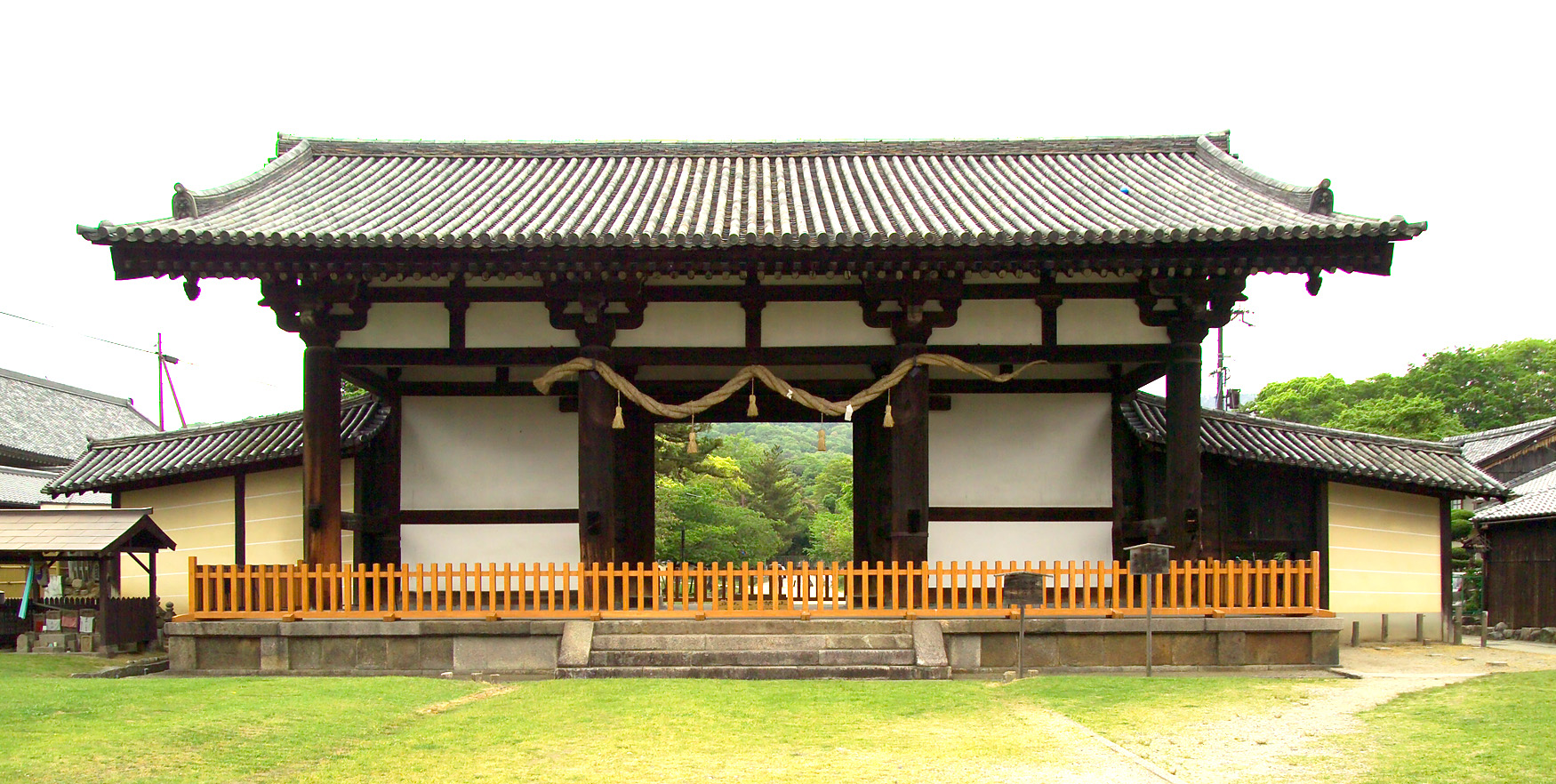
전해문.
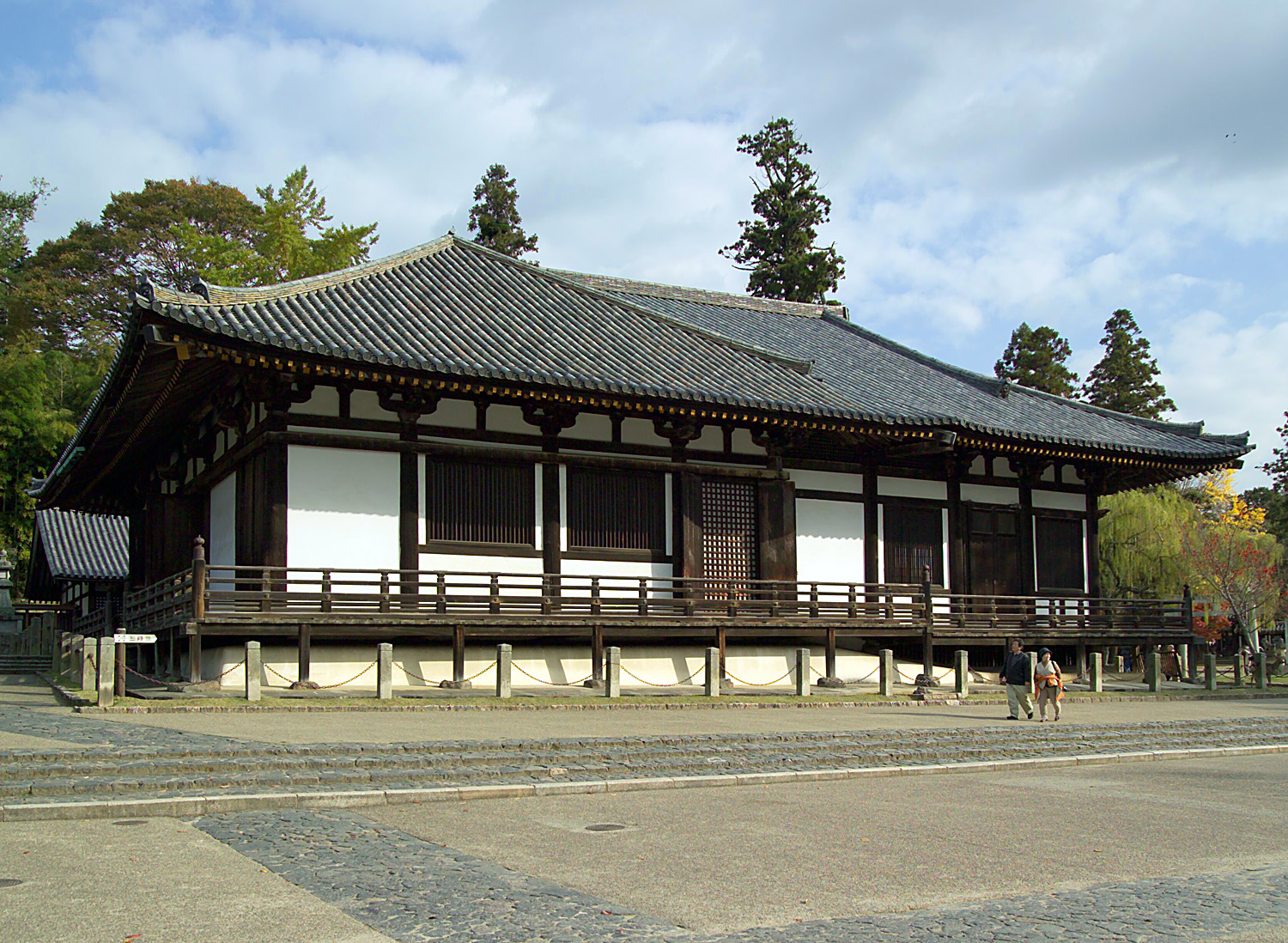
법화당
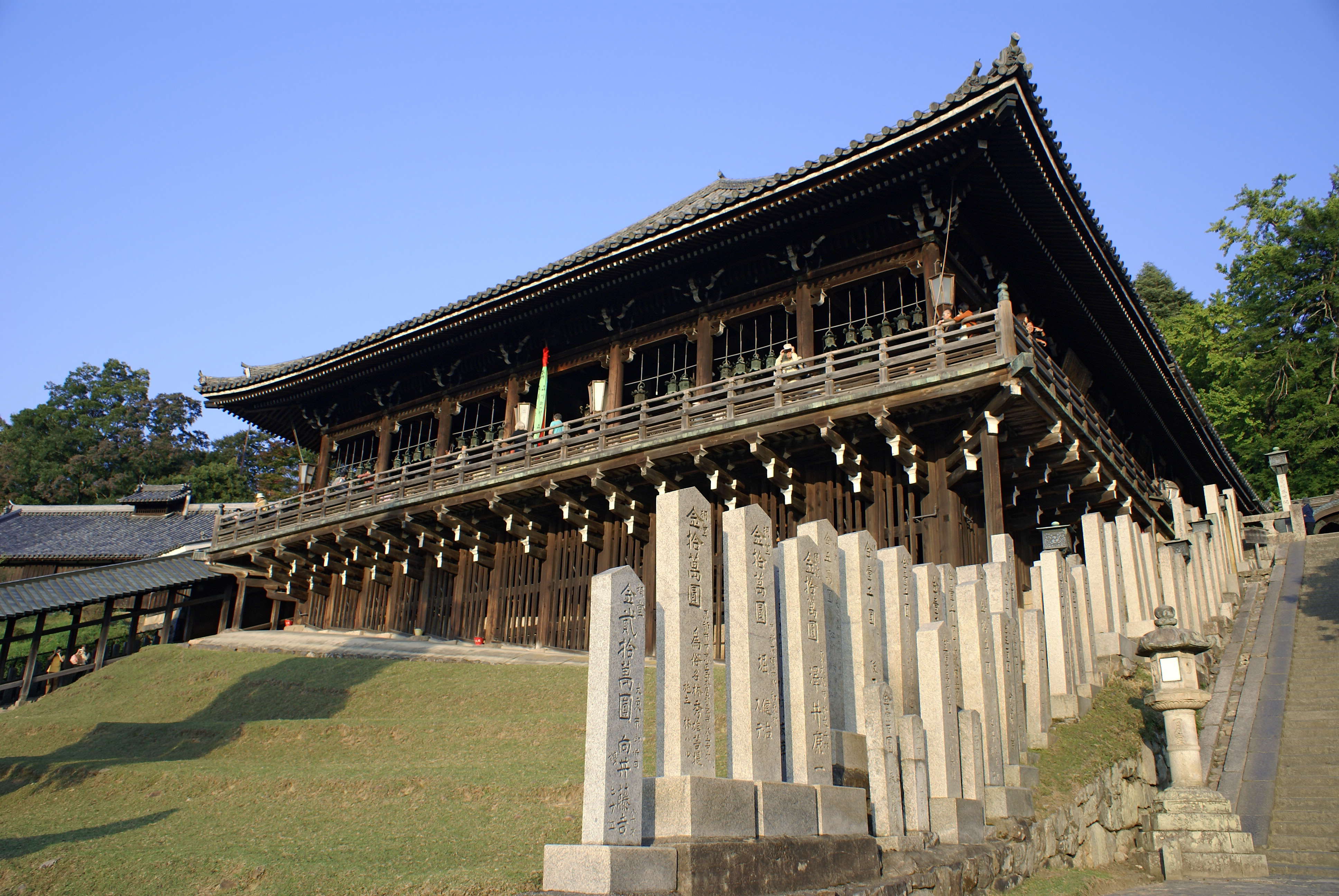
이월당
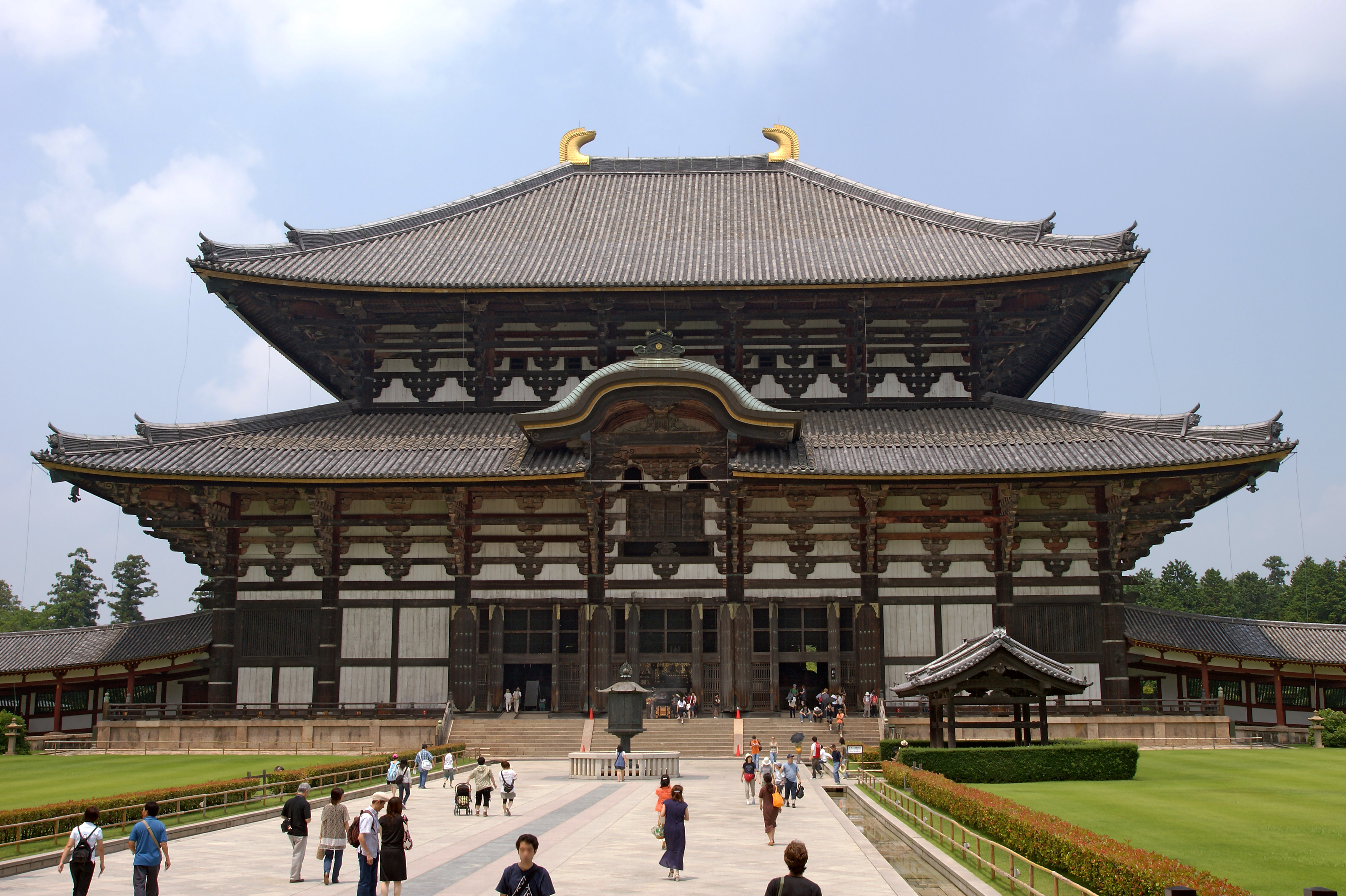
대불전
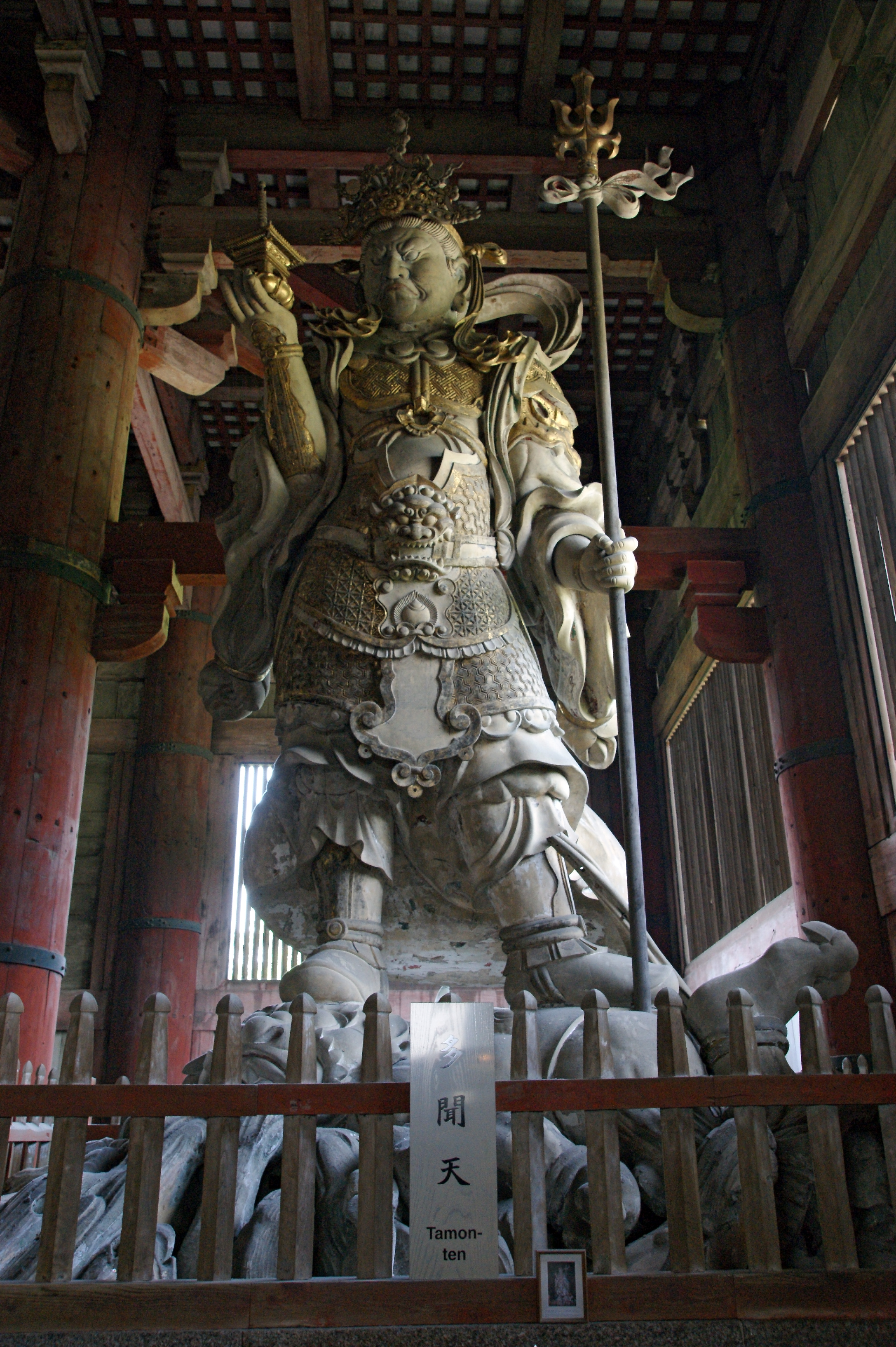
다문천상
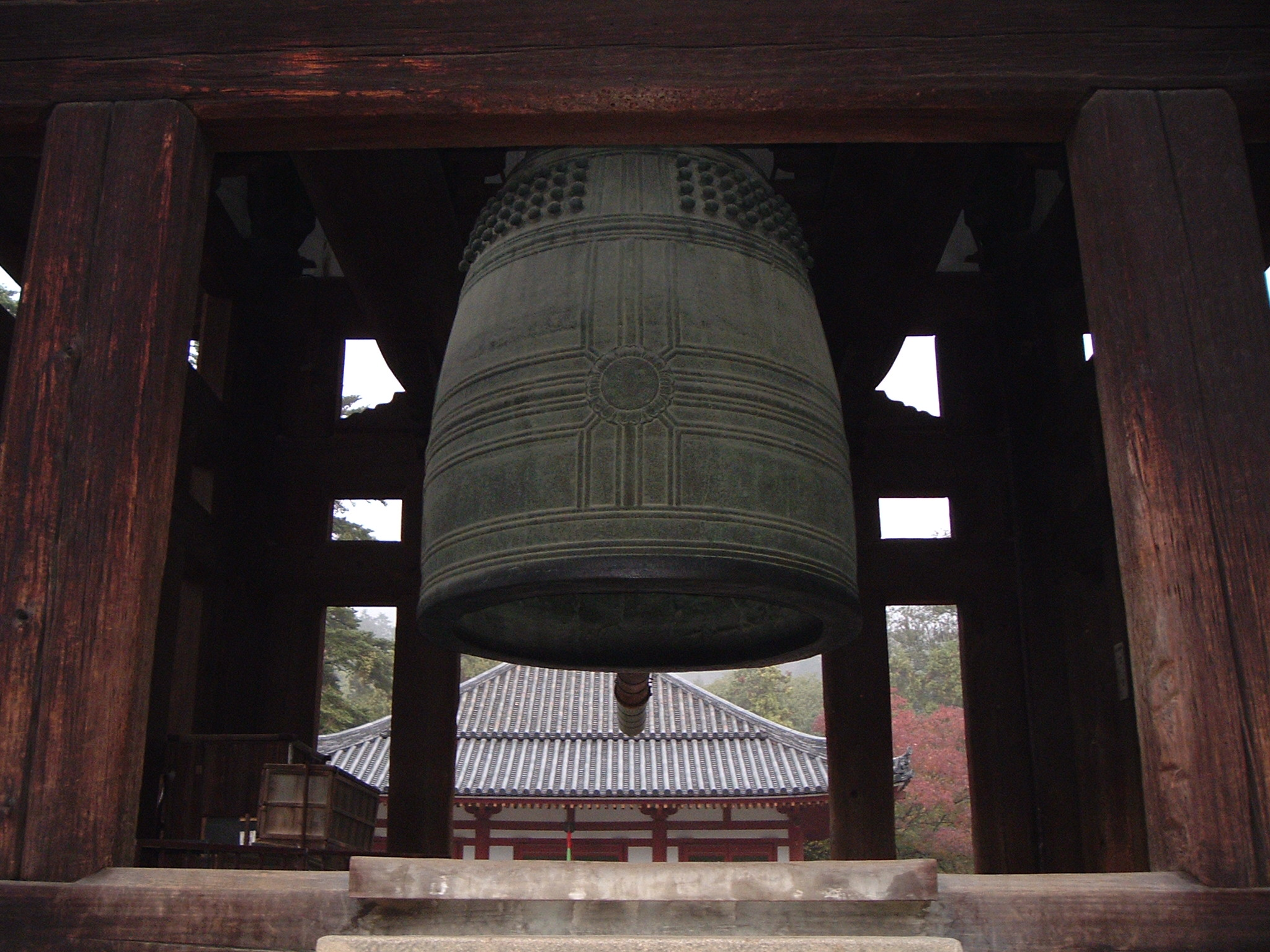
종루
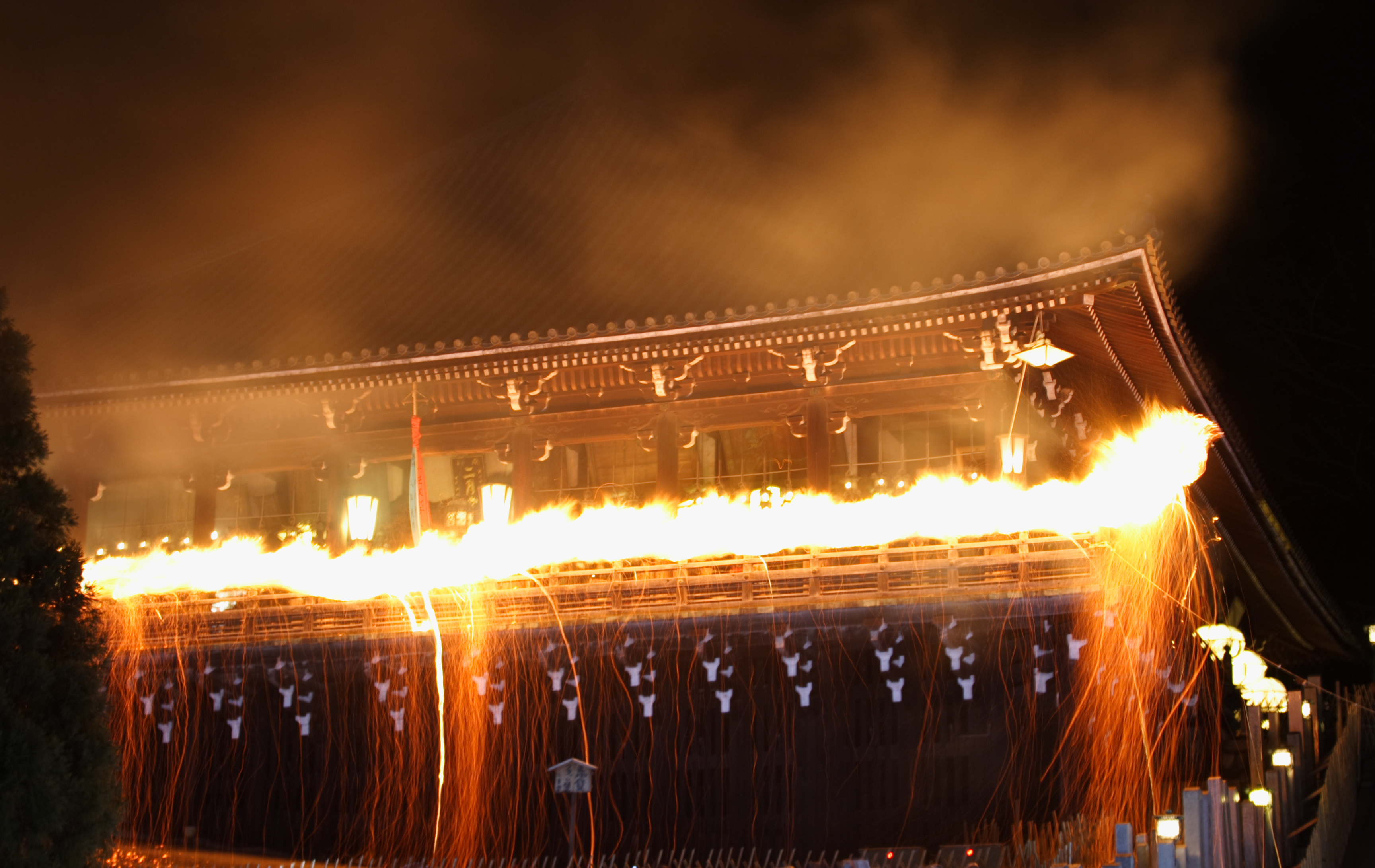
수이회
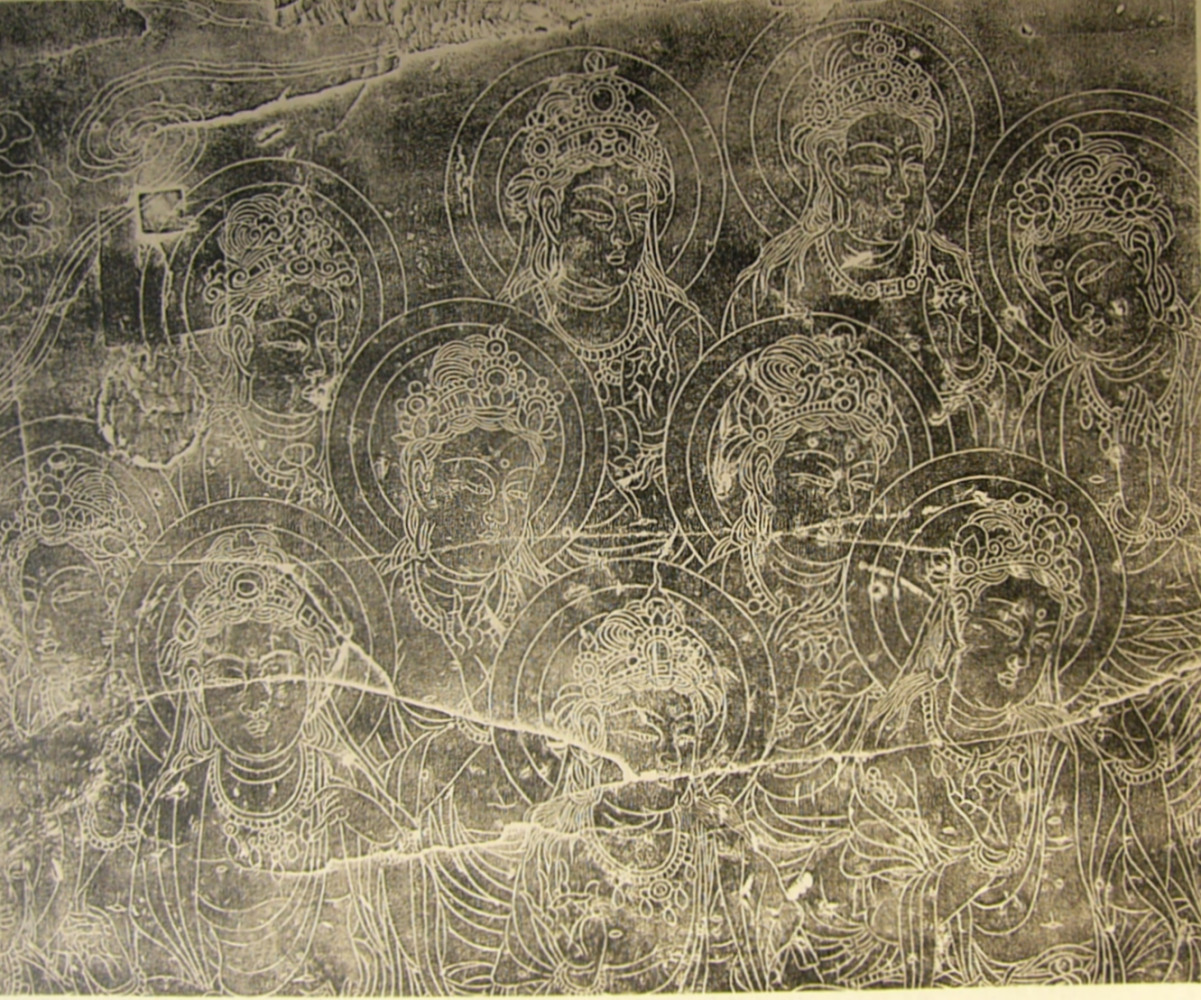
청동 화판에 새겨진 보살
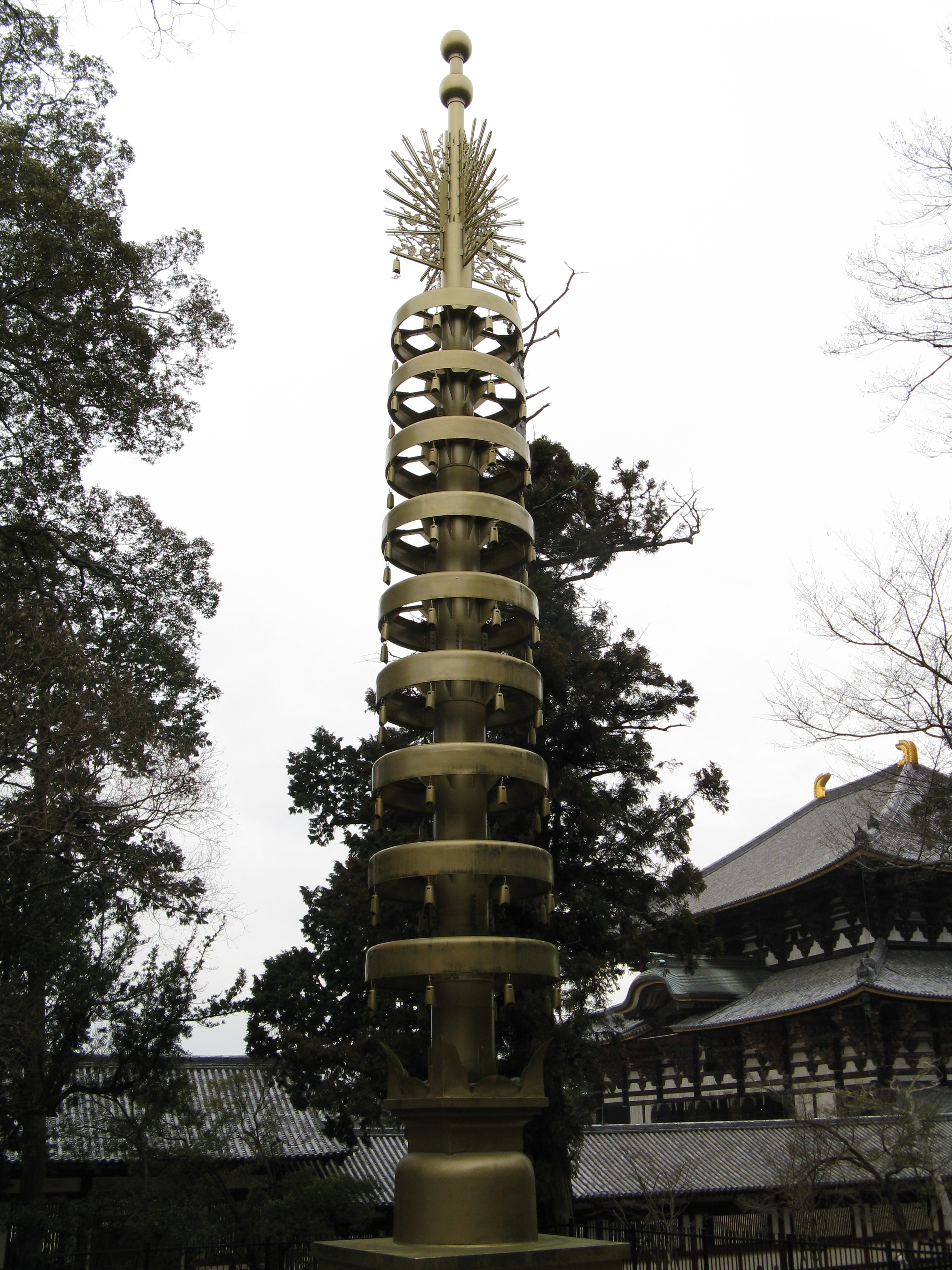
소린(상륜)
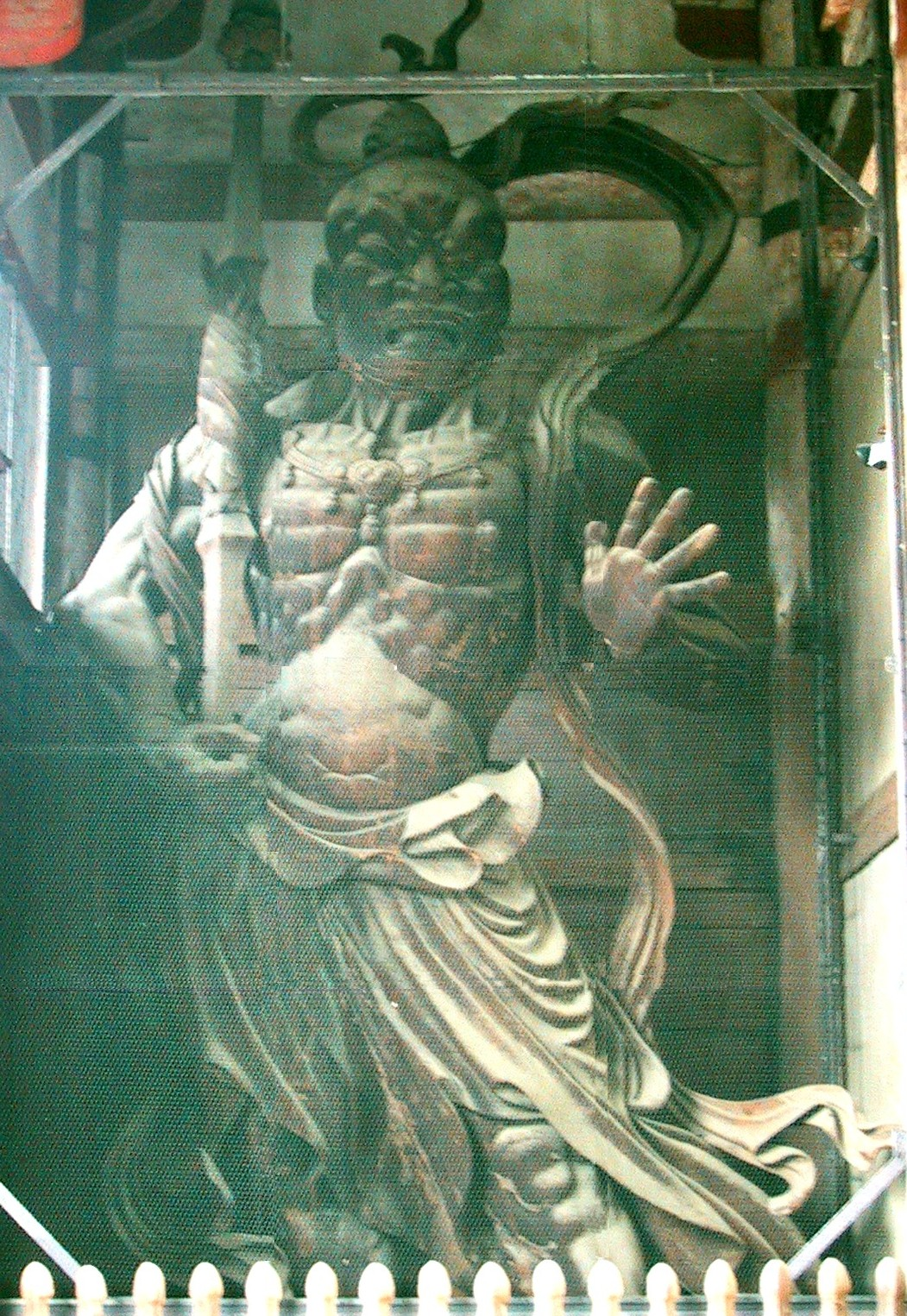
금강역사상
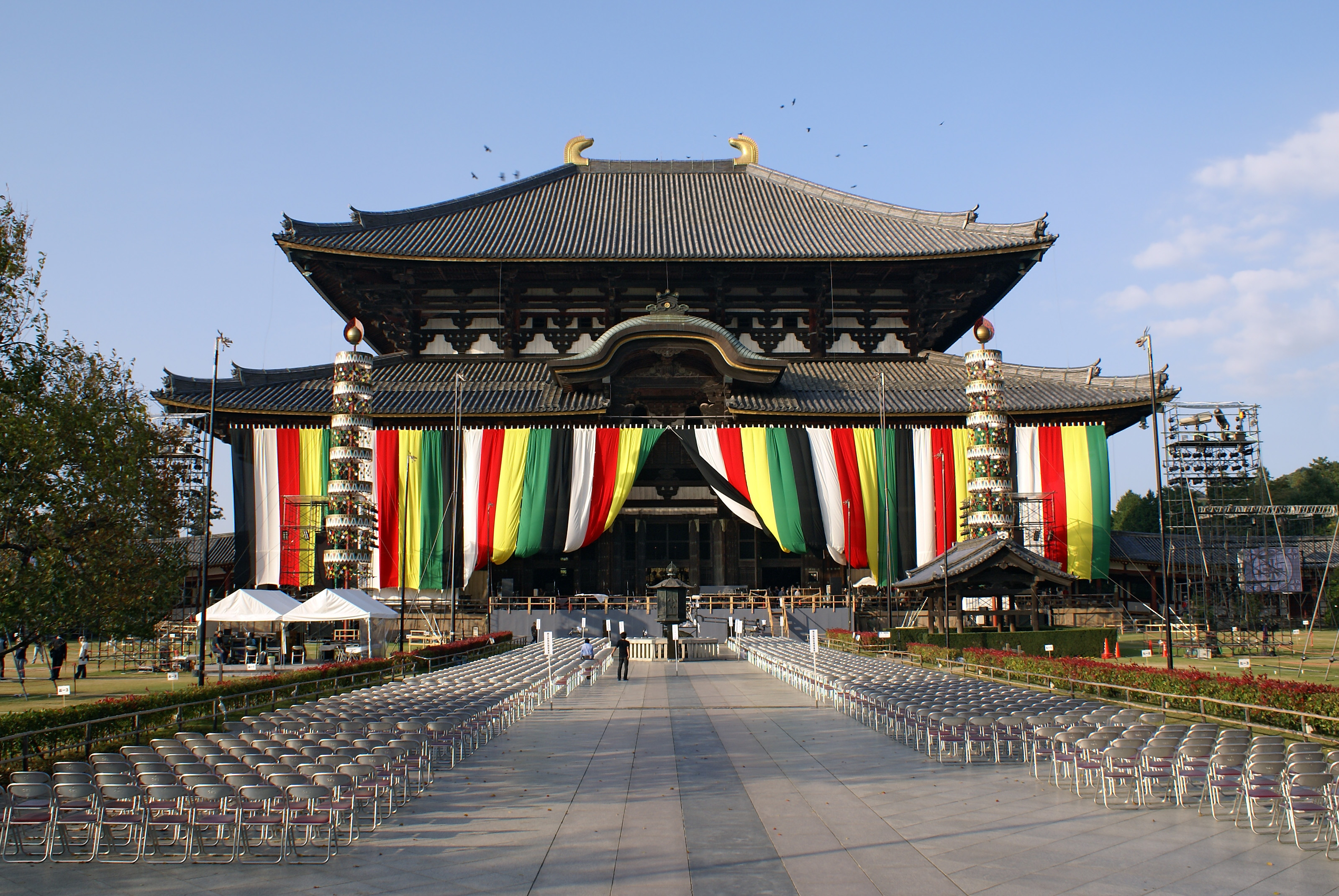
축제 장식을 한 대불전

## 기타
- 1933년에 쇼소인에서 신라장적을 발견했다.
- 속장경, 즉 교장(敎藏) 인쇄본 일부인 《화엄경수소연의초(華嚴經隨疏演義鈔)》 40권이 있다.

## 같이 보기
- 고토쿠인
- 남도 7대사
- 오스탄키노궁
- 일본의 관광